# Облога Полтави
Облога Полтави — облога Полтавської фортеці 8-тисячним шведським контингентом головної армії Карла XII під час його походу на Москву. Відбувалася з 7 квітня 1709 і до Полтавської битви 27 червня 1709. Закінчилася безуспішно для шведської сторони.

## Історія
З кінця лютого 1709 року головні сили шведського війська стояли між Пслом та Ворсклою, а їхня штаб-квартира була у Будищах. Навесні 1709 шведський король Карл XII вирішив вести свою армію на Москву через Харків і Білгород. При цьому важливе стратегічне значення для шведського війська мало оволодіння Полтавою.
Між тим, стратегічна ініціатива вже була в руках московитів. Напади Карла на кілька укріплених поселень в Україні взимку, наприклад, спроба взяти приступом Веприк, при якій полягло понад тисячу шведів, засвідчили його безпорадність і відсутність конкретного плану. Його рішення взяти Полтаву в облогу виходило не зі стратегічних розрахунків, а з відсутності вибору дій. Просування до Москви було неможливим, відхід на територію Польщі блокували головні сили московської армії. Його власне військо було сильно ослабленим нещадною зимовою війною, у якій тисячі шведів просто замерзли. Схилити козаків на свій бік, що теж було метою шведів в Україні, також не вдалося. Не відбулося і вступу у війну Османської імперії. Зате армія Петра залишалася цілою і неушкодженою та, зміцнена свіжими силами, чекала вирішального моменту. Після підтримання І. Мазепи К. Гордієнком старшина Полтавського полку підтримала І. Мазепу, адже запорожці мали неабиякий авторитет на Полтавщині. На сторону І. Мазепи перейшли: Дорош Дмитрович – полковий обозний, Іван Красноперич – полковий суддя, Дмитро - Переволочанський сотник. Полтавський полковник Іван Левенець теж підтримав І. Мазепу, але не зміг видвинути сили назустріч гетьманові через прихід в Полтаву 4 тисячі солдат О. Волконського. В листі бригадира Ф. Шидловського до генерала Г. Головкіна пишеться: «Ведомо мне учинилось, что Полтавцы як старшина, так и все обретающиеся в Полтаве, прельщены будучи изменником Мазепою, к нему склонились. Собралось было несколько поспольства и убили одного заводчика к бунту ратушного писаря. Полковник Левенец сам к нему ж, изменнику, склонился и то поспольство из города выгнал. И город заперли и сели в осторожности». Це наводить на думку, що Полтаву було взято силою російськими військами. Тож можливо, Полтава здалася б шведам, якби не присутність великої російської залоги

## Перебіг
Після зими 1708/1709 рр., відомої в історії за її нечувані морози як «зима тисячоліття», шведська армія 7 квітня 1709 року спільно з вірними Мазепі козаками почала облогу Полтавської фортеці, яка являла собою місто, укріплене земляними валами і частоколами.Командувачем гарнізону і комендантом міста був полковник Тверського полку Олексій Келін, який був призначений в місто 19 січня 1709 р. замість бригадира Інгерманландського полку О. Волконського. Відомо що О. Келін відзначився в битві під Ерестфером і Лісною, брав участь в штурмі Нотебурга, Дерпта, Нарви. Гарнізон складався з 4 тисяч московських вояків, підкріплених 2 тисячами козаків. Фортеця слугувала базою московському війську і мала великі запаси всього необхідного, так що оборонці могли триматися кілька місяців. Також вони заздалегідь полагодили і підновили фортецю.
Шведам почала даватися взнаки нестача забезпечення. Поряд із харчами не вистачало пороху для гармат і мушкетів. Облогу шведи проводили лише на півсили. Вони зосереджувалися на збереженні блокади та періодичній стрільбі по фортеці, хоча вчинили і кілька нападів обмеженими силами на бастіони фортеці. Обложені, залучивши всі наявні сили, змогли їх відбити. Оборонці також відхилили кілька шведських пропозицій про капітуляцію.
Під час облоги запорожці, які перейшли на бік Карла XII, зводили облогові споруди навколо Полтави, брали участь в обстрілах та атаках на місто. Зокрема, фенрік шведської армії Роберт Петре в своєму щоденнику відначає вправність козаків в прицільному вогні. На лівому березі Ворскли перебували компанійські та городові козаки Мазепи, які мали завдання здійснювати розвідку та відбивати московитські рейди.
Тим часом, після безуспішних спроб звільнити Полтаву від облоги без битви московити 27 (за старим стилем — 16) червня прийняли рішення про генеральну битву, якої раніше уникали. Головне військо московитів наблизилося до Полтави, спорудивши оборонні позиції за п'ять кілометрів від міста. 27 червня 1709 року на них пішла в наступ головна армія шведів, зазнавши при цьому нищівної поразки.

## Наслідки
Після Полтавської битви шведи зняли облогу. Залишки шведської армії відступили на південь до Дніпра і більшість із них там була захоплена у полон.